# Elecciones al Congreso de los Diputados de noviembre de 2019 (Albacete)
Las elecciones al Congreso de los Diputados de noviembre 2019 se celebraron en la provincia de Albacete el domingo 10 de noviembre, como parte de las elecciones generales convocadas por Real Decreto dispuesto el 4 de marzo de 2019 y publicado en el Boletín Oficial del Estado el día siguiente. Se eligieron los 4 diputados del Congreso correspondientes a la circunscripción electoral de Albacete, mediante un sistema proporcional (método d'Hondt) con listas cerradas y un umbral electoral del 3%.

## Resultados
Los comicios depararon 2 escaños al Partido Socialista Obrero Español y 1 alPartido Popular y a Vox. 
| Candidatura                                                                | Candidatura                                                                | Votos   | %                                        | Escaños                                  |
| -------------------------------------------------------------------------- | -------------------------------------------------------------------------- | ------- | ---------------------------------------- | ---------------------------------------- |
|                                                                            | Partido Socialista Obrero Español (PSOE)                                   | 69 848  | 32,87                                    | 2                                        |
|                                                                            | Partido Popular (PP)                                                       | 58 835  | 27,69                                    | 1                                        |
|                                                                            | Vox (Vox)                                                                  | 44 306  | 20,85                                    | 1                                        |
| Unidas Podemos (Podemos-IU-Equo)                                           | Unidas Podemos (Podemos-IU-Equo)                                           | 20 771  | 9,78                                     | 0                                        |
| Ciudadanos-Partido de la Ciudadanía (Cs)                                   | Ciudadanos-Partido de la Ciudadanía (Cs)                                   | 15 947  | 7,51                                     | 0                                        |
| Partido Animalista Contra el Maltrato Animal (PACMA)                       | Partido Animalista Contra el Maltrato Animal (PACMA)                       | 1651    | 0,78                                     | 0                                        |
| Por un Mundo Más Justo (PUM+J)                                             | Por un Mundo Más Justo (PUM+J)                                             | 375     | 0,18                                     | 0                                        |
| Recortes Cero-Grupo Verde-Partido Castellano-Tierra Comunera (R0-GV-PC-TC) | Recortes Cero-Grupo Verde-Partido Castellano-Tierra Comunera (R0-GV-PC-TC) | 222     | 0,10                                     | 0                                        |
| Partido Comunista de los Pueblos de España (PCPE)                          | Partido Comunista de los Pueblos de España (PCPE)                          | 177     | 0,08                                     | 0                                        |
| Partido Comunista de los Trabajadores de España (PCTE)                     | Partido Comunista de los Trabajadores de España (PCTE)                     | 153     | 0,07                                     | 0                                        |
| Votos válidos                                                              | Votos válidos                                                              | 232 348 | 100,00                                   | 4                                        |
| Votos nulos                                                                | Votos nulos                                                                | 2613    | Participación: · \| \| 69,97 % \| -8,22% | Participación: · \| \| 69,97 % \| -8,22% |
| Votantes                                                                   | Votantes                                                                   | 216 917 | Participación: · \| \| 69,97 % \| -8,22% | Participación: · \| \| 69,97 % \| -8,22% |
| Electores                                                                  | Electores                                                                  | 309 996 | Participación: · \| \| 69,97 % \| -8,22% | Participación: · \| \| 69,97 % \| -8,22% |
|                                                                            | 69,97 %                                                                    |         |                                          |                                          |

## Diputados electos
Relación de diputados electos:
| N.º | Nombre                            | Lista | Lista |
| --- | --------------------------------- | ----- | ----- |
| 1   | Manuel Gabriel González Ramos     |       | PSOE  |
| 2   | María del Carmen Navarro Lacoba   |       | PP    |
| 3   | Rafael Fernández-Lomana Gutiérrez |       | Vox   |
| 4   | María Luisa Vilches Ruiz          |       | PSOE  |